# Сары-Телегей
Сары-Телегей (кирг. Сары-Тологой) — село в Тюпском районе Иссык-Кульской области Кыргызстана. Входит в состав Сан-Ташского аильного округа. Код СОАТЕ — 41702 225 865 05 0.

## Население
По данным переписи 2009 года, в селе проживало 1296 человека.
По данным переписи 2022 года, в селе проживало 1 651 человека.